# Guangdong International Circuit
Guangdong International Circuit är en racerbana i Kina, designad av den kvinnliga designern Qiming Yao och öppnad under december 2009. Banan ligger mellan städerna Zhaoqing och Sanshui i, Guangdong-provinsen, ungefär 45 minuter med bil från Guangzhou, huvudstad i Guangdong.

## Banbeskrivning
Guangdong International Circuit går medurs, består av tretton kurvor, fem åt vänster och åtta åt höger. Ett varv är ungefär 2,8 kilometer långt, med en raksträcka på 718 meter. Banan är licensierad som en International FIA Grade III-bana, vilket betyder att mästerskap som bland annat Formel 3, A1 Grand Prix och World Touring Car Championship får arrangeras där

## Tävlingar
Banans första evenemang var China Touring Car Championship, som kördes där i december 2009. Under 2010 arrangerades även Hong Kong Touring Car Championship och China Superbike Championship på banan. Under 2011 kommer banan stå som värd för världsmästerskapet i standardvagnsracing, World Touring Car Championship. Tävlingarna kommer att gå den 6 november, under namnet FIA WTCC Race of China.

## Externa länkar

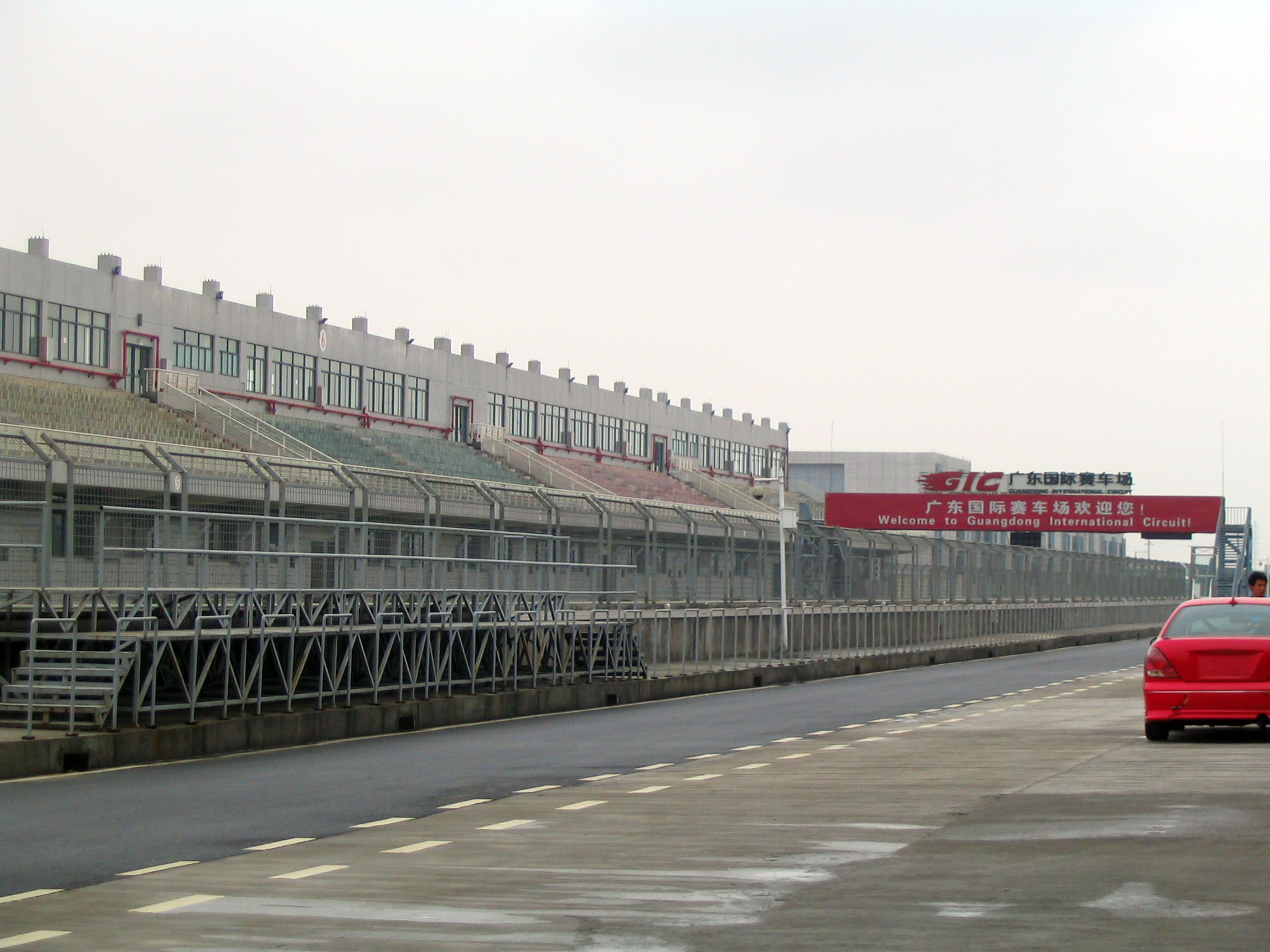
Depårakan på Guangdong International Circuit 2010.